# Fuerte Español (Yap)
El Fuerte Español fue un fuerte del siglo XIX de época española situado en Colonia, Estado de Yap, Estados Federados de Micronesia.

## Historia
Fue edificado por los españoles como sede del gobierno de las Islas Carolinas Occidentales, para reafirmar la soberanía sobre el territorio histórico de Islas Carolinas, Palaos y Marianas a consecuencia de la crisis de las Carolinas con el imperio Alemán. Data de la misma época del fuerte Alfonso XIII o Muralla Española de Pohnpei. Su primer gobernador fue Salvador Cortés Sámit. El fuerte La cimentación fue construida de piedra y cemento, y aún es accesible a través de sus accesos originales.
Tras la victoria estadounidense en la guerra Hispano-Estadounidense que supuso la pérdida para España de Filipinas, en 1889 España vendió el conjunto de las islas Carolinas e islas Marianas (excepto Guam) al imperio Alemán. El fuerte Español continuó en uso para albergar las dependencias del gobierno tanto en la época de control alemán como en la época japonesa.
En la actualidad se pueden observar los cimientos del fuerte Español en el edificio del gobierno del Estado de Yap. 
Los restos del fuerte se incluyeron en el Registro Nacional de Lugares Históricos de los Estados Unidos de América en 1976, cuando la isla de Yap y las demás islas Carolinas formaron parte del Territorio en Fideicomiso de las Islas del Pacífico administrado por los EE. UU.